# Herbert Bihlmayer
Herbert Bihlmayer SDB (* 24. Mai 1935 in Immenstadt im Allgäu; † 27. August 2024) war ein deutscher römisch-katholischer Ordenspriester und Provinzial der süddeutschen Ordensprovinz.

## Leben
Herbert Bihlmayer ging 1954 ins Noviziat der Ordensgemeinschaft der Salesianer Don Boscos und legte am 15. August 1955 seine erste Profess ab. Nach der Studienzeit und Ausbildung empfing er am 29. Juni 1964 die Priesterweihe durch den Augsburger Bischof Josef Stimpfle.
Als Salesianer Don Boscos widmete er sich insbesondere der Jugendbildungsarbeit. 1969 war er gemeinsam mit dem damaligen Provinzial Franz Burger Initiator der Jugendbildungsstätte Aktionszentrum Benediktbeuern und leitete diese, bis er 1985 Direktor der gesamten Niederlassung in Benediktbeuern wurde. Von 1973 bis 1980 war Bihlmayer zudem Hochschulseelsorger der Katholischen Stiftungsfachhochschule München (Abteilung Benediktbeuern) und der Philosophisch-Theologischen Hochschule Benediktbeuern der Salesianer Don Boscos.
Im August 1991 wurde Bihlmayer zum Provinzial der süddeutschen Provinz der Salesianer Don Boscos gewählt. In dieser Aufgabe war er auch bei der Gründung des Zentrums für Umwelt und Kultur beteiligt. 2001 rief er die Dachstiftung Don-Bosco-Stiftungszentrum ins Leben und war bis 2011 deren Vorstandsvorsitzender.
Im Juni 2001 wurde Pater Bihlmayer zum stellvertretenden, im Juni 2003 kurzzeitig zum Vorsitzenden der Vereinigung Deutscher Ordensoberen (VDO) gewählt.
Im August 2003 wurde er turnusgemäß als Provinzial von Pater Josef Grünner abgelöst, gehörte aber dem Provinzialrat der süddeutschen Provinz als Provinzialvikar an. Seit August 2005 war er Mitglied des Provinzialrats der vereinigten gesamtdeutschen Provinz.
Bihlmayer wurde 1997 durch Kardinal Friedrich Wetter zum erzbischöflichen Geistlichen Rat ernannt. Im selben Jahr wurde ihm das Verdienstkreuz 1. Klasse des Verdienstordens der Bundesrepublik Deutschland verliehen. Für seine Verdienste wurde Pater Bihlmayer 2006 mit dem Bayerischen Verdienstorden ausgezeichnet. Die 2010 gegründete Pater Herbert Bihlmayer Stiftung, die Projekte fördert, um benachteiligte junge Menschen in Deutschland zu unterstützen, wurde nach ihm benannt.
Bihlmayer starb im August 2024 nach langer schwerer Krankheit.